# Mellers eend
Mellers eend (Anas melleri) is een eend uit de familie van de Anatidae. Deze soort werd in 1865 geldig beschreven door  Philip Lutley Sclater. Het is een bedreigde, endemische vogelsoort op Madagaskar. 

## Kenmerken
De vogel is 55 tot 68 cm lang, het is een van de grootste soorten in het geslacht Anas. De eend lijkt oppervlakkig op een donker vrouwtje van de wilde eend (Anas platyrhynchos), maar deze eend is iets groter; Mellers eend heeft geen wenkbrauwstreep. De vleugel heeft een groene "spiegel" met een smalle witte rand. De ondervleugel is opvallend licht. De snavel is relatief lang, bleekgrijs van kleur met donkere vlekken aan de basis. De poten zijn oranje.

## Verspreiding en leefgebied
Hij leeft in het oosten van Madagaskar. In de 18de eeuw werd ook een populatie ingevoerd in Mauritius, maar deze is nu waarschijnlijk uitgestorven door habitatverlies en concurrentie met andere eendensoorten. De leefgebieden zijn zoete wateren in het binnenland tot in bergland onder de 2000 meter boven zeeniveau. Meestal zijn dat langzaam stromende beken en riviertjes, meren in vochtig bebost gebied en minder vaak ook rijstvelden. De kustgebieden worden gemeden.

## Status
Mellers eend heeft een beperkt verspreidingsgebied en daardoor is de kans op uitsterven aanwezig. De grootte van de populatie werd in 2016 door BirdLife International geschat op 1300 tot 3300 volwassen individuen en de populatie-aantallen nemen af door habitatverlies. De vogel wordt sterk bejaagd daarnaast wordt het leefgebied aangetast door ontbossing en omzetting van moerasgebied in rijstvelden en ander agrarisch gebruik. Op Mauritius speelde waarschijnlijk de invoering van mangoeste een rol bij het verdwijnen van deze eendensoort. Om deze redenen staat deze soort als bedreigd op de Rode Lijst van de IUCN.